# Nuevo Progreso, Jesús Carranza
Nuevo Progreso är en ort i Mexiko.   Den ligger i kommunen Jesús Carranza och delstaten Veracruz, i den sydöstra delen av landet, 500 km öster om huvudstaden Mexico City. Nuevo Progreso ligger 27 meter över havet och antalet invånare är 258.
Terrängen runt Nuevo Progreso är platt. Runt Nuevo Progreso är det ganska glesbefolkat, med 29 invånare per kvadratkilometer. Närmaste större samhälle är Suchilapan del Río, 19,5 km väster om Nuevo Progreso. Omgivningarna runt Nuevo Progreso är en mosaik av jordbruksmark och naturlig växtlighet.